# قدری آیتاچ
قدری آیتاچ (انگلیسی: Kadri Aytaç؛ ۶ اوت ۱۹۳۱ – ۲۸ مارس ۲۰۰۳) بازیکن فوتبال اهل ترکیه بود.
از باشگاه‌هایی که در آن بازی کرده‌است می‌توان به باشگاه فوتبال فاتح کاراگومروک، باشگاه فوتبال گالاتاسرای، باشگاه فوتبال مرسین، باشگاه فوتبال فنرباغچه، و باشگاه ورزشی گالاتاسارای اشاره کرد.
وی همچنین در تیم ملی فوتبال ترکیه بازی کرده‌است.